# Innes (Mondkrater)
Innes ist ein Einschlagkrater auf der Rückseite des Mondes und kann deshalb von der Erde aus nicht direkt beobachtet werden. Er liegt weniger als 40 Kilometer ostsüdöstlich des auffallenden Kraters Seyfert. Weitere erwähnenswerte Krater in der Umgebung sind
Meggers im Südosten und der in westsüdwestlicher Richtung gelegene Krater Polzunov.
Die Formation von Innes weist kaum Erosionsspuren auf und ist klar erkennbar. Der Umriss hat im Wesentlichen kreisförmige Gestalt mit einer leichten Ausbuchtung auf der Westseite. Die inneren Kraterwände sind stellenweise abgerutscht und haben einige kleinere Terrassen gebildet. Der Kraterboden weist bis auf wenige winzige Kraterchen keine bemerkenswerten Kennzeichen auf.
| Buchstabe | Position            | Durchmesser | Link |
| --------- | ------------------- | ----------- | ---- |
| G         | 26,81° N, 122,27° O | 21 km       |      |
| S         | 27,45° N, 117,23° O | 33 km       |      |
| Z         | 29,37° N, 119,07° O | 37 km       |      |